# ボルゲット・ディ・ボルベーラ
ボルゲット・ディ・ボルベーラ（伊: Borghetto di Borbera）は、イタリア共和国ピエモンテ州アレッサンドリア県にある、人口約2,000人の基礎自治体（コムーネ）。

## 地理

### 位置・広がり
| 隣接するコムーネは以下の通り。 - カンタルーポ・リーグレ - デルニーチェ - ガルバーニャ - グロンドーナ - ロッカフォルテ・リーグレ - サルディリアーノ - スタッツァーノ - ヴィニョーレ・ボルベーラ |

### 地震分類
イタリアの地震リスク階級 (it) では、3 に分類される
。

## 行政

### 分離集落
ボルゲット・ディ・ボルベーラには、以下の分離集落（フラツィオーネ）がある。
- Castel Ratti, Cerreto di Molo, Cerreto Ratti, Fighetto, Liveto, Molo Borbera, Monteggio, Persi, Rivarossa, Sorli, Torre Ratti

## 姉妹都市
- ロレッジャ、イタリア 2001年